# Andy Finch
Andrew Joseph „Andy“ Finch (* 20. März 1981 in Fresno) ist ein ehemaliger US-amerikanischer Snowboarder. Er startete in der Disziplin Halfpipe.

## Werdegang
Finch belegte in der Saison 2001/02 beim U.S. Snowboarding Grand Prix im Mammoth den dritten Platz und am Mount Bachelor den zweiten Rang. Im März 2002 nahm er in Sapporo erstmals am Snowboard-Weltcup der FIS teil, wobei er den 16. Platz im Big Air errang. Tags darauf holte er dort in der Halfpipe seinen ersten Weltcupsieg und beendete die Saison auf dem 20. Platz im Halfpipe-Weltcup. Auch in der Saison 2001/02 kam er auf die diese Gesamtplatzierung. Dabei siegte er in Valle Nevado letztmals im Weltcup. Nachdem er in der Saison 2002/03 die Gesamtwertung des U.S. Snowboarding Grand Prix gewann, triumphierte er in der Saison 2003/04 bei The Arctic Challenge sowie beim U.S. Snowboarding Grand Prix in Park City und im Mountain Creek Resort. In der Saison 2004/05 siegte er beim X-Trail Jam in der Quarterpipe und holte bei den Winter-X-Games 2005 in Aspen die Silbermedaille in der Halfpipe. In der folgenden Saison wurde er bei The Arctic Challenge in Oslo Dritter in der Quarterpipe und belegte bei seiner einzigen Teilnahme an Olympischen Winterspielen im Februar 2006 in Turin den 12. Platz in der Halfpipe. In der Saison 2007/08 siegte er bei den Australian Open im Perisher Blue sowie beim O’Neill Evolution in Davos und errang bei den Winter-X-Games 2008 den 17. Platz. In der folgenden Saison belegte er bei den Winter-X-Games 2009 den siebten Platz und absolvierte in Saas-Fee seinen fünften und damit letzten Weltcup, welchen er auf dem 13. Platz beendete.

## Weltcupsiege und Weltcup-Gesamtplatzierungen

### Weltcupsiege
| Nr. | Datum              | Ort          | Disziplin |
| --- | ------------------ | ------------ | --------- |
| 1.  | 3. März 2002       | Sapporo      | Halfpipe  |
| 2.  | 13. September 2002 | Valle Nevado | Halfpipe  |

### Weltcup-Gesamtplatzierungen
| Saison  | Gesamt | Gesamt | Halfpipe | Halfpipe |
| Saison  | Punkte | Platz  | Punkte   | Platz    |
| ------- | ------ | ------ | -------- | -------- |
| 2001/02 | -      | -      | 1000     | 20.      |
| 2002/03 | -      | -      | 1024     | 20.      |
| 2004/05 | -      | -      | 240      | 44.      |
| 2008/09 | 200    | 203.   | 200      | 65.      |